# Dead Trees
Dead Trees es el quinto álbum de estudio de la banda de post-hardcore From First To Last. Es el primer álbum lanzado junto a Spencer Sotelo (vocalista de la banda Periphery). Taylor Larson es el nuevo y tercer guitarrista, Ernie Slenkovich es el nuevo baterista luego de que Derek Bloom ya no formó parte de las reuniones previas a este álbum. Travis Richter, tras dejar la banda en 2009, volvió para convertirse otra vez en el guitarrista rítmico y corista. 
Principalmente, la banda planeaba sacar un EP con lo recaudado en una campaña de kickstarter que Matt hizo. Pero los fanes tenían otros planes para ellos, ya que superaron por mucho lo que pedían inicialmente, dándoles así la posibilidad de grabar un LP.
La banda anunció que Sumerian Records sería su nueva discográfica cuando subieron su primer sencillo, llamado igual que el álbum, a la cuenta de Youtube de Sumerian, que meses atrás ya lo habían publicado en su cuenta personal de Youtube.

## Listado de temas
Todas las canciones escritas y compuestas por From First to Last. 
| N.º | Título                                     | Duración |  |
| 1.  | «Heresy...»                                | 1:09     |  |
| 2.  | «Straight to the Face»                     | 1:49     |  |
| 3.  | «H8 Meh»                                   | 3:30     |  |
| 4.  | «Dead Trees»                               | 4:04     |  |
| 5.  | «I Solemnly Swear That I Am Up to No Good» | 3:07     |  |
| 6.  | «Black And White»                          | 3:46     |  |
| 7.  | «Back to Hannalei»                         | 3:19     |  |
| 8.  | «Never In Reverie»                         | 3:47     |  |
| 9.  | «2 11»                                     | 3:46     |  |
| 10. | «Electrified»                              | 2:57     |  |
| 11. | «I Don't Wanna Live in the Real World»     | 3:20     |  |

| Bonus Track |                                         |          |  |
| N.º         | Título                                  | Duración |  |
| 12.         | «Note to Self» (Remake)                 | 4:01     |  |
| 13.         | «Ride the Wings of Pestilence» (Remake) | 3:04     |  |
| 14.         | «The Latest Plague» (Remake)            | 3:23     |  |

## Personal
- Spencer Sotelo – voces, producción
- Matt Good – voces, guitarra principal, teclados, programación, producción
- Travis Richter – voces, guitarra rítmica
- Taylor Larson – guitarra principal, guitarra rítmica, producción, ingeniero de sonido, mezcla, masterización
- Matt Manning – bajo, coros
- Ernie Slenkovich – batería, pro tools
- Unlimited Visual – arte, layout